# Infidelidad consentida
La infidelidad consentida (llamada coloquialmente como cuernos consentidos o, según la expresión en inglés, cuckolding) es una práctica sexual y un tipo de relación erótica que consiste en que los integrantes de una pareja disfrutan cuando uno de ellos mantiene relaciones sexuales con una tercera persona o con varias personas en grupo.

## Características
Si bien las modalidades de los cuernos consentidos varían, habitualmente la persona «infiel» o «corneadora» suele ser la mujer (esposa o novia), mientras que el «cornudo» suele ser el esposo o novio, a veces como parte de una relación de dominación femenina. En este tipo de relación la mujer (esposa o novia) tiene un comportamiento sexualmente muy abierto, libre y provocativo, a veces promiscuo, recibiendo la denominación de hotwife (literalmente esposa caliente). El «cornudo» suele adoptar un comportamiento sexualmente pasivo, reconociendo su incapacidad para satisfacer adecuadamente a su esposa o novia y su inferioridad sexual ante el «toro» (bull) que mantiene relaciones sexuales con ella; tiene restringido el acceso sexual a su esposa, a veces de manera completa y a veces limitado a limpiar sus genitales, ropa interior u otras partes del cuerpo luego de mantener relaciones sexuales. El «toro» adopta una postura sexualmente dominante ante la esposa y ante el esposo «cornudo», a veces en términos BDSM.
Las relaciones sexuales entre la esposa y el «toro» pueden realizarse en presencia o en ausencia del esposo «cornudo», pero tanto la esposa como el «toro» suelen humillar al «cornudo» verbalmente, ordenándole «preparar» a la esposa, enviándole fotos o vídeos, vistiéndolo de mujer, etc. Aunque es menos frecuente, los cuernos consentidos también pueden practicarse con la esposa o novia como «cornuda», o entre parejas homosexuales.